# Nazionale maschile di calcio della Bolivia
La nazionale di calcio della Bolivia (sp. Selección nacional de fútbol de Bolivia) è la squadra di calcio rappresentativa della Bolivia che opera sotto la giurisdizione della federazione calcistica boliviana, affiliata alla CONMEBOL.
Ha vinto la Coppa America nel 1963 e conta tre partecipazioni al campionato del mondo (1930, 1950, 1994), dove è sempre stata eliminata al primo turno. Nell'edizione del 1997 della Coppa America, giocata in casa, si piazzò seconda. La Verde, soprannome della selezione boliviana derivato dal colore della maglia da gioco, è storicamente una delle nazionali più deboli della CONMEBOL.
Nella classifica mondiale della FIFA, istituita nell'agosto 1993, il miglior piazzamento della Bolivia è il 18º posto del luglio 1997, mentre il peggior piazzamento è il 115º posto dell'ottobre 2011. Occupa la 77ª posizione della graduatoria.

## Storia

### Gli inizi e il primo mondiale
La nazionale boliviana nacque nel 1926, un anno dopo l'istituzione della federazione calcistica nazionale e nello stesso anno dell'affiliazione di quest'ultima alla FIFA.
La prima partita della selezione avvenne nell'ambito del Campeonato Sudamericano de Football 1926, il 12 ottobre a Santiago del Cile: nello stadio di calcio dei Campos de Sports de Ñuñoa la Bolivia fu sconfitta per 7-1 dal Cile. La nazionale boliviana era stata invitata dalla Federazione cilena; a guidare la selezione, che vestiva maglia bianca, pantaloni neri e calzettoni neri, era Job de la Cerda (secondo altre fonti, l'allenatore era, invece, Jorge Valderrama, uno dei giocatori). La prima formazione della Bolivia fu: Bermúdez; Chavarría, Lara; J. Soto, Sáinz, Angulo; C. Soto, Méndez, Aguilar, Bustamante, Alborta. A realizzare il primo gol assoluto fu Teófilo Aguilar. Anche nel secondo incontro con l'Argentina, la Bolivia apparve ancora fragile dal punto di vista tecnico, benché non fosse scarsa la sua preparazione fisica. Nelle quattro gare disputate nel Sudamericano del 1926, la Bolivia registrò altrettante sconfitte, con 2 gol all'attivo a fronte di 24 subiti.

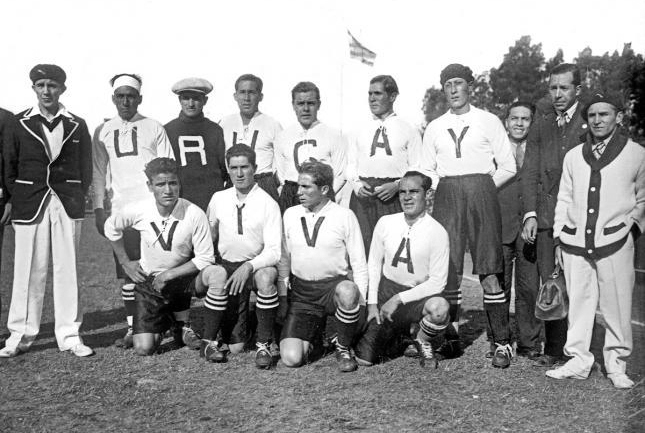
La Nazionale boliviana al Mondiale, poco prima dell'incontro con la Jugoslavia

Nel 1927 la Bolivia tornò a prendere parte al Campeonato Sudamericano de Football: ancora una volta perse tutte le partite disputate, segnando 3 gol e subendone 19. Le 7 gare giocate tra il 1926 e il 1927 (bilancio complessivo: 7 sconfitte, 43 gol subìti e 5 fatti) rimasero le uniche fino al 1930. Proprio nel 1930 la Bolivia ricevette l'invito a partecipare al primo campionato mondiale di calcio, Uruguay 1930, e per prepararsi alla competizione il CT Ulises Saucedo e la commissione tecnica attinsero principalmente dalla selezione dipartimentale di Oruro, che aveva vinto il Campeonato Nacional de selecciones, il principale torneo calcistico boliviano dell'epoca.
La Bolivia, che giunse in Uruguay accompagnata da una delegazione che includeva, oltre ai giocatori e al CT Saucedo, anche i dirigenti Eduardo Sapovich Lizaraga e Luis Zabala, debuttò contro la Jugoslavia il 17 luglio, perdendo per 4-0. La rappresentativa boliviana si schierò in campo indossando delle divise che recavano ciascuna una lettera, che affiancate componevano la scritta "Viva Uruguay", in omaggio alla nazione ospitante. Il 20 luglio la selezione, sempre nella consueta divisa bianca di quel periodo, affrontò il Brasile, subendo un'altra sconfitta per 4-0; anche in questa occasione, come contro la Jugoslavia, la Bolivia non apparve dotata di affinate capacità tecniche, sebbene fosse in grado di opporsi agli avversari facendo affidamento sulle doti di resistenza fisica dei suoi giocatori. La partecipazione boliviana al mondiale si chiuse quindi con due sconfitte su due incontri, con 8 gol al passivo e nessuno segnato: la Verde, che annoverava tra i propri giocatori diversi elementi che avevano giocato nella prima partita del 1926, era ancora inesperta a livello internazionale.

### Gli anni '30 e '40
Tra il 1932 e il 1935 la guerra del Chaco costrinse la Bolivia a interrompere le attività sportive, calcio compreso. La nazionale saltò quindi i due Sudamericani del 1935 e del 1937, tornando a disputare una partita ufficiale durante i Giochi bolivariani del 1938. Quel torneo vide il debutto assoluto delle nazionalei di Colombia, Ecuador e Venezuela: la Bolivia si piazzò al secondo posto con 5 punti, dietro al Perù, superando l'Ecuador nello spareggio del 22 agosto 1938 e ottenendo la medaglia d'argento. Nel corso della manifestazione la Bolivia ottenne i primi punti della propria storia, dapprima con il pareggio dell'8 agosto con l'Ecuador e poi con la prima vittoria assoluta, il successo per 3-2 contro il Venezuela dell'11 agosto. Il commissario tecnico era l'uruguaiano Julio Borelli.

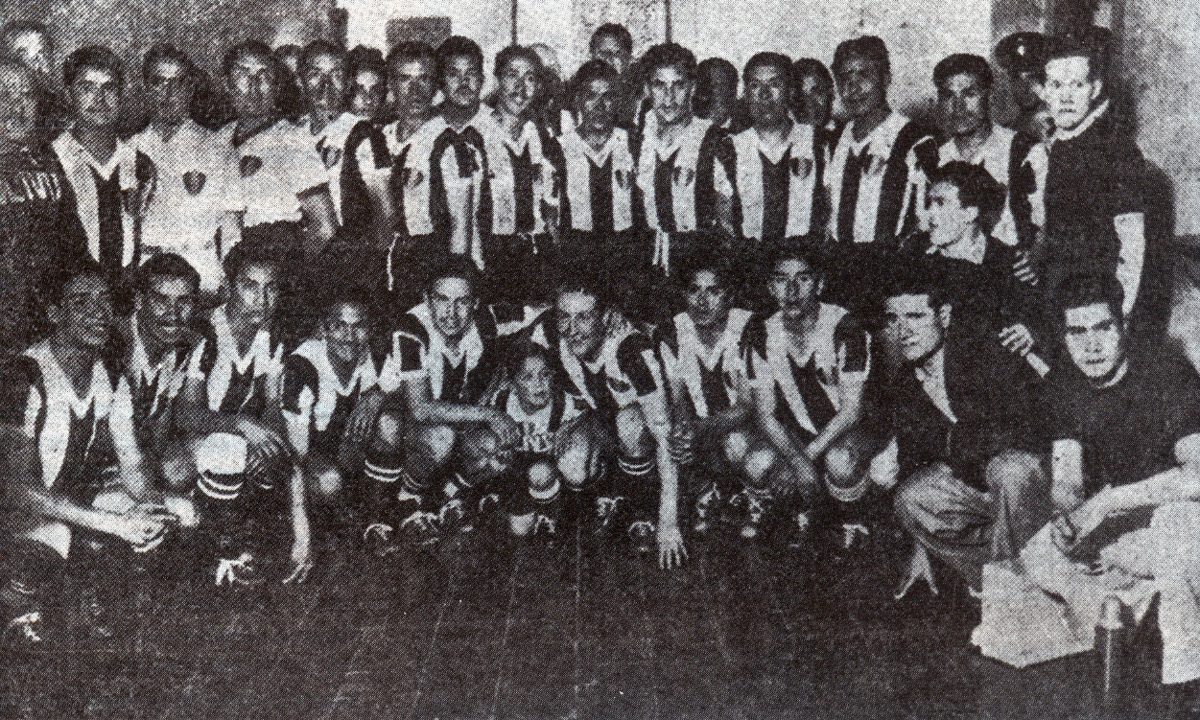
La prima nazionale boliviana a vestire una divisa diversa da quella bianca (1946)

Lo stesso Borelli fu alla guida della nazionale boliviana che, dopo 18 anni di assenza, tornò a partecipare al Campeonato Sudamericano, nel 1945. Nell'incontro del 18 gennaio con l'Argentina, la nazionale boliviana perse per 4-0; contro il Brasile, invece, venne superata per 2-0. L'11 febbraio la Bolivia riuscì a guadagnare il primo punto della propria storia in una edizione del Sudamericano, pareggiando per 0-0 con l'Ecuador; dopo aver perso per 2-0 contro l'Uruguay, riuscì a impattare con la Colombia, questa volta per 3-3, e per la prima volta non chiuse all'ultimo posto: con 2 punti, infatti, giunse sesta su sette partecipanti, con un punto in più dell'Ecuador. La nazionale boliviana che prese parte al Campeonato Sudamericano 1946 abbandonò per la prima volta la maglietta bianca, vestendo una divisa a strisce bianconere che richiamava i colori della selezione del dipartimento di Cochabamba; la squadra tornò a perdere tutte le gare disputate, finendo all'ultimo posto. Nel Campeonato Sudamericano de Football 1947, con Diógenes Lara in panchina, la Verde riuscì a pareggiare altre due partite, nuovamente contro Ecuador e Colombia. Il 1947 vide anche il debutto di uno dei giocatori più importanti della storia del calcio boliviano, Víctor Ugarte.
Nel 1949 la nazionale ottenne il suo migliore risultato fino a quel momento, classificandosi quarta nel Campeonato Sudamericano che si teneva in Brasile. Vinse la sua prima partita in un Sudamericano il 6 aprile 1949, per 3-2 contro il Cile a San Paolo; subì in seguito la sua più pesante sconfitta in assoluto, 10-1 contro i padroni di casa brasiliani, per poi vincere contro Uruguay, Ecuador e Colombia: con 8 punti, 4 vittorie e 3 sconfitte, la Bolivia chiuse quarta, mostrando segni di ulteriori progressi a livello tecnico.

### Gli anni '50: il secondo Mondiale
Grazie alla defezione dell'Argentina, la Bolivia si qualificò al campionato del mondo 1950, in programma in Brasile, insieme al Cile. Per la sua seconda partecipazione al mondiale, la Federazione calcistica della Bolivia assunse un tecnico italiano, Mario Pretto: la Bolivia giocò un solo incontro poiché nel suo gruppo, il D, vi furono due ritiri (Scozia e Turchia). Sconfitta per 8-0 dall'Uruguay, la Verde fu nuovamente estromessa dalla competizione senza ottenere neanche un punto. Passarono tre anni prima che la selezione tornasse in campo: nel 1953, infatti, prese parte al Campeonato Sudamericano, debuttando con una vittoria per 1-0 sul Perù nella gara d'apertura del torneo. La rosa presentava alcune variazioni rispetto a quella dell'edizione precedente del Sudamericano (1949) e a quella dell'ultimo mondiale; la rete di Víctor Ugarte contro il Perù fu la prima segnata allo stadio nazionale del Perù. La Bolivia chiuse il 1953 con una vittoria, un pareggio e 4 sconfitte, che la portarono al penultimo posto del Sudamericano. Per l'ultima volta la nazionale della Bolivia vestì la maglia bianca: dal 1957 in poi venne adottata la divisa verde.

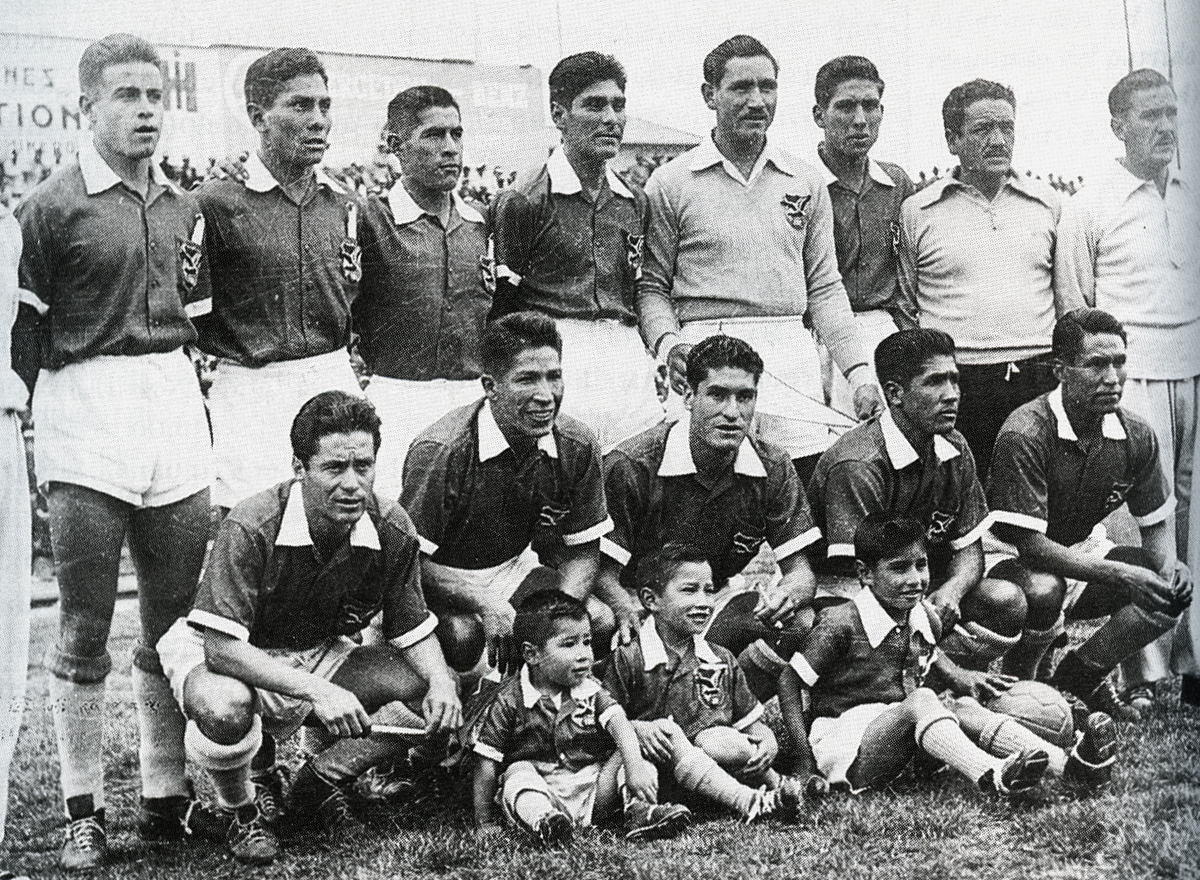
La nazionale boliviana nel 1957, durante le qualificazioni al mondiale

Nel 1957 la Bolivia disputò una competizione amichevole con il Paraguay, la Copa Paz del Chaco, che si svolse in quattro incontri: con due vittorie, un pareggio e una sconfitta, la Bolivia si aggiudicò la prima edizione del torneo. Per la prima volta, inoltre, la Bolivia prese parte al torneo di qualificazione al mondiale (già nel 1950 aveva disputato le due gare previste contro il Cile, ma con il ritiro dell'Argentina esse furono considerate amichevoli, visto che avevano perso la propria validità ai fini della qualificazione al mondiale). Inserita nel gruppo 2 della CONMEBOL, la Bolivia esordì il 23 settembre con una sconfitta per 2-1 a Santiago del Cile, cui il 29 settembre seguì la vittoria per 3-0 sempre contro i cileni; il 6 ottobre la squadra ottenne la prima vittoria contro l'Argentina nella storia della Bolivia (le precedenti sfide con gli argentini si erano sempre concluse con la vittoria dei biancocelesti con larghi margini), mentre al ritorno fu sconfitta per 4-0. Con due vittorie e due sconfitte, la nazionale chiuse al secondo posto nel girone con 4 punti.
Nel 1959 tutte le gare disputate furono valide per il Campeonato Sudamericano tenutosi in Argentina: su 6 partite, gli andini subirono 5 sconfitte, riuscendo a pareggiare contro il Perù solo all'ultima giornata e finendo all'ultimo posto su 7 squadre. La Bolivia non tornò in campo fino al 1961.

### Gli anni '60: la vittoria del 1963
Gli anni '60 della Bolivia furono aperti dal torneo di qualificazione al campionato del mondo 1962. L'avversario della Bolivia fu l'Uruguay: la prima gara si disputò allo stadio Hernando Siles il 15 luglio e terminò in parità (1-1); al ritorno, a Montevideo, i verdi furono battuti per 2-1, venendo eliminati dal mondiale. Nel 1962 venne disputata la seconda edizione della Copa Paz del Chaco, nuovamente vinta dalla Bolivia.
Anche il 1963 fu inaugurato dalla Copa Paz del Chaco, che in quell'occasione fu appannaggio del Paraguay. In quell'anno si disputò il Campeonato Sudamericano de Football, che per la prima volta veniva ospitato dalla Bolivia. Per l'occasione vi furono numerosi rimodernamenti delle infrastrutture (furono ristrutturati lo stadio Hernando Siles e lo stadio Félix Capriles, i due principali impianti sportivi del paese) e venne intensificata la preparazione tecnica e atletica della squadra nazionale. La federazione assunse anche un nuovo commissario tecnico, Danilo, che esordì con due sconfitte nella Copa Paz del Chaco 1963, ma fu ugualmente confermato anche per il Sudamericano. Il 10 marzo Bolivia ed Ecuador aprirono la manifestazione con un pareggio per 4-4 a La Paz; la seconda partita, giocata il 17 marzo, vide la Bolivia sconfiggere la Colombia per 2-1 con due reti di Máximo Alcócer. Con i successi su Perù (3-2), Paraguay (2-0) e Argentina (3-2) la Bolivia si assicurò, con l'ultima giornata ancora da disputare, un vantaggio di un punto sui paraguaiani (9 contro 8). Il 31 marzo la Bolivia sconfisse il Brasile per 5-4, con l'ultimo gol della carriera di Alcócer all'86' (il giocatore subì poi un infortunio che lo costrinse al ritiro) e vinse, per la prima volta nella storia, il titolo di Campione del Sudamerica, con 5 vittorie, un pareggio e zero sconfitte.
Nel 1965 la Bolivia riprese l'attività internazionale in occasione delle qualificazioni a Inghilterra 1966: la nazionale andina chiuse all'ultimo posto nel gruppo 3, dietro ad Argentina e Paraguay. I boliviani mostrarono alcuni segni di cedimento dovuti all'età media della squadra, piuttosto alta, e per la prima volta persero a La Paz (Bolivia-Argentina 1-2, 29 agosto). Nel 1967 la Bolivia prese parte al Campeonato Sudamericano da campione in carica: nell'incontro inaugurale perse 4-0 con i padroni di casa dell'Uruguay. La squadra, che annoverava alcuni dei campioni del 1963, perse 4 partite su 5, pareggiandone una: chiuse all'ultimo posto, sconfitta anche dall'esordiente Venezuela. Il titolo passò dalla Bolivia all'Uruguay.
Gli anni '60 terminarono con le qualificazioni a Messico 1970: con la vittoria per 3-1 sull'Argentina all'esordio, la Bolivia, rinnovata dopo la negativa prestazione del 1967, riuscì a tornare alla vittoria dopo 4 anni. Il 17 agosto a La Paz la Bolivia riuscì a battere anche il Perù, ma con due sconfitte in altrettante gare di ritorno perse la possibilità di partecipare al mondiale.

### Gli anni '70
Nel 1971 la Bolivia disputò un solo incontro, l'amichevole del 15 agosto a La Paz contro il Cile, conclusasi con una sconfitta per 4-3. Nel 1972 prese parte alla Coppa d'Indipendenza Brasiliana, classificandosi al quarto e penultimo posto nel gruppo 3. Nel 1973, dopo una serie di partite amichevoli di preparazione, la nazionale boliviana iniziò le qualificazioni al campionato del mondo 1974, in cui veniva contrapposta ad Argentina e Paraguay nel gruppo 2. La prima partita, giocata a La Paz il 2 settembre 1973, finì con la vittoria paraguaiana per 2-1: le seguenti gare videro la Bolivia sempre sconfitta, con 11 gol al passivo e uno all'attivo. La prestazione della Verde in questo torneo di qualificazione fu la peggiore della sua storia.
Dopo oltre un anno di inattività, la selezione boliviana tornò in campo il 27 giugno 1975 contro l'Argentina, perdendo per 2-1: questa partita fu la prima di tre gare preparatorie fissate in vista della Coppa America 1975 (le altre due furono con Paraguay ed Ecuador nel mese di luglio). La compagine andina aveva rinnovato la propria rosa, sostituendo gran parte dei giocatori degli anni '60 con nuovi elementi. Per conservare il vantaggio derivato dal giocare le partite a elevate altitudini, per la prima volta la federazione designò lo stadio Jesús Bermúdez di Oruro quale sede delle partite della nazionale. Il 20 luglio la Bolivia esordì sconfiggendo il Cile per 2-1, a Oruro; decisiva fu la doppietta di Ovidio Mezza. Alla vittoria seguirono, però, tre sconfitte, che impedirono alla Bolivia il passaggio del turno e la fermarono all'ultimo posto del girone, con 2 punti.
Circa un anno e mezzo dopo l'ultima partita del 1975, quella del 13 agosto con il Cile, la Bolivia riprese a giocare in occasione della Copa Paz del Chaco del 1977, persa contro il Paraguay. Iniziarono poi le qualificazioni al mondiale di Argentina 1978: per tale competizione, la squadra cambiò stile di gioco, cercando di valorizzare le doti tecniche dei propri elementi tramite l'aggiunta di giocatori a centrocampo (fu pertanto abbandonato il modulo 4-2-4 degli anni precedenti). A livello tattico, tuttavia, la Bolivia mostrava ancora qualche obsolescenza e, benché fosse dotata di una solida difesa, pativa la scarsa efficacia dei suoi attaccanti. Le vittorie su Uruguay e Venezuela (2 volte) e il pareggio del 27 marzo a Montevideo nella gara di ritorno con gli uruguaiani permisero alla Bolivia, per la prima volta, il passaggio del turno come prima classificata nel proprio girone, con 7 punti. Giunta al girone finale, la formazione boliviana subì due larghe sconfitte da Brasile (8-0) e Perù (5-0) che la costrinsero a disputare lo spareggio inter-zona con l'Ungheria: contro i danubiani pesò la sconfitta di Budapest (6-0, prima gara giocata dalla Bolivia in terra europea), che boliviani non riuscirono a recuperare a La Paz, dove persero nuovamente. Nel 1977 i boliviani disputarono anche la loro prima amichevole con una nazionale europea, quella con la Polonia del 12 giugno.
Per tutto il 1978 la Bolivia rimase inattiva; tornò a giocare nel luglio 1979, dapprima per la Copa Paz del Chaco e in seguito per la Coppa America. Accoppiata ad Argentina e Brasile, la Bolivia riuscì a superare l'Albiceleste per 2-1 a La Paz con doppietta di Jesús Reynaldo; lo stesso risultato si ripeté contro il Brasile, ma nelle due gare di ritorno la Bolivia subì altrettante sconfitte. Al termine della Coppa America la nazionale boliviana si classificò al secondo posto, sopra i campioni del mondo argentini per un punto, ma non ottenne comunque il passaggio al turno successivo.

### Gli anni '80
Nel biennio 1980-1981 la Bolivia giocò numerose partite amichevoli, tra cui due con la Finlandia e altrettante con la Cecoslovacchia; nel 1981 prese parte alle qualificazioni al campionato del mondo 1982, esordendo il 15 febbraio con una vittoria sul Venezuela. Le seguenti 3 sconfitte, due contro il Brasile (sia a La Paz sia a Rio de Janeiro) e una con il Venezuela a Caracas, estromisero la Bolivia dal mondiale, facendola terminare le eliminatorie al secondo posto nel girone, davanti al Venezuela per la migliore differenza reti (-1 contro -8).
La nazionale sospese le attività dal marzo 1981 al luglio 1983: tornò a giocare contro il Cile a La Paz il 19 luglio 1983. Dopo tre partite di preparazione alla Coppa America, iniziò la manifestazione vera e propria. Inserita nel girone 3 con Colombia e Perù, la Bolivia debuttò con una sconfitta con i colombiani a La Paz, che rappresentò il primo rovescio della Bolivia con la Colombia dopo quarantacinque anni. Seguirono poi il pareggio per 1-1 con il Perù (21 agosto), quello per 2-2 con la Bolivia (31 agosto) e infine la sconfitta per 2-1 con i peruviani a Lima (4 settembre), che determinò l'ultimo posto boliviano nel girone, con 2 punti e zero vittorie.
Nel 1985, in vista delle qualificazioni al mondiale di Messico 1986, la Bolivia giocò sette amichevoli, cinque delle quali nel mese di febbraio. Il girone, che vedeva contrapposte Bolivia, Brasile e Paraguay, iniziò con l'1-1 tra i boliviani e i paraguaiani; la Bolivia perse poi due gare e pareggiò quella di ritorno con il Brasile a San Paolo: avendo ottenuto due punti, si classificò al terzo e ultimo posto.
Nel 1987 la Bolivia tornò in campo per prepararsi alla Coppa America, disputando due partite con Paraguay e Uruguay, entrambe perse. La nazionale andina fu assegnata al gruppo C, contenente Colombia e Paraguay. Per la coppa, tornata a disputarsi in un solo paese dopo tre edizioni senza sede fissa, furono chiamati diversi giocatori d'esperienza e alcuni di rilievo, ma la squadra non pareva superiore rispetto alle edizioni precedenti. Durante la competizione la Bolivia pareggiò per 0-0 con il Paraguay e perse 2-0 con la Colombia, chiudendo al secondo posto su 3 squadre (riuscì a ottenere un miglior piazzamento rispetto al Paraguay grazie alla miglior differenza reti, -2 contro -3).
Nel 1989 la selezione verde dovette affrontare due competizioni ufficiali, la Coppa America e le qualificazioni al mondiale di Italia 1990. Per giungere preparata a questi due impegni, la federazione organizzò 6 incontri amichevoli, nei quali la nazionale registrò una vittoria, un pareggio e 4 sconfitte. La selezione includeva in rosa diversi elementi che fecero bene negli anni 1990. Il 4 luglio 1989 debuttò in Coppa America, venendo sconfitta per 3-0 dall'Uruguay; il girone, che comprendeva 5 squadre, era completato da Argentina, Cile ed Ecuador. Con l'Ecuador giunse un pareggio per 0-0; arrivarono poi la sconfitta con il Cile (5-0) e un altro pareggio senza gol con l'Argentina: la Bolivia giunse all'ultimo posto del girone con 2 punti, senza gol segnati e con 8 reti al passivo. Il girone eliminatorio per i mondiali, invece, fu caratterizzato da buoni risultati: con 3 vittorie e una sconfitta, la verde chiuse al secondo posto dietro l'Uruguay con 6 punti e solo la differenza reti impedì ai boliviani di qualificarsi a Italia 1990.

### Gli anni '90: USA 1994 e il secondo posto in Coppa America
La preparazione per la Coppa America 1991 fu breve e previde solo due gare con il Paraguay, valevoli per la Copa Paz del Chaco; La nazionale boliviana integrò il gruppo B, formato da Brasile, Colombia, Ecuador e Uruguay: al debutto, la Bolivia pareggiò per 1-1 con l'Uruguay. Sconfitta dal Brasile nella gara successiva, la squadra ottenne un altro punto grazie allo 0-0 con la Colombia, ma fu poi superata per 4-0 dall'Ecuador e al termine della coppa fu ancora una volta l'ultima classificata del proprio gruppo. La Bolivia si fermò dal luglio 1991 al gennaio 1993: tornò a giocare il 29 gennaio, contro l'Honduras. Dopo una lunga serie di amichevoli con squadre centroamericane (Honduras, El Salvador, Stati Uniti) e sudamericane, la nazionale boliviana si presentò alla Coppa America 1993 senza molte aspettative, benché la rosa fosse composta da elementi di discreto valore. Nel gruppo C la selezione andina si trovò ad affrontare Argentina, Colombia e Messico, prima nazionale centroamericana a disputare la Coppa America. Una rete di Gabriel Batistuta segnò la vittoria argentina per 1-0 alla prima giornata, il 17 giugno; seguirono poi due pareggi, il primo per 1-1 con la Colombia, il secondo per 0-0 con il Messico. La Bolivia chiuse la coppa all'ultimo posto nel proprio gruppo.
Il torneo di qualificazione al campionato del mondo 1994 vide per la prima volta la Bolivia qualificata al mondiale tramite i gironi preliminari: nel 1930 e nel 1950, infatti, la Verde non aveva partecipato ai turni eliminatori, accedendo direttamente alla fase finale. Le qualificazioni iniziarono il 18 luglio, meno di un mese dopo la fine della Coppa America: la Bolivia superò per 7-1 il Venezuela, con una delle vittorie più larghe della propria storia. Il 25 luglio 1993 sconfisse il Brasile per 2-0 a La Paz: si trattò della prima sconfitta della selezione verdeoro nelle qualificazioni mondiali. Il cammino della Bolivia proseguì con altre tre vittorie contro Uruguay, Ecuador e Venezuela (7-0, miglior vittoria della storia per i boliviani); nonostante le sconfitte per 6-0 in trasferta e 1-2 in casa patite rispettivamente contro Brasile e Uruguay, la nazionale riuscì a qualificarsi al mondiale del 1994, grazie al secondo posto nel proprio girone alle spalle del Brasile.
Nel 1994 la Bolivia giocò molte amichevoli di preparazione con squadre d'ogni continente: nel periodo febbraio-giugno giocò 12 gare pre-mondiale. L'urna del mondiale statunitense mise i boliviani nel girone C insieme alla Germania campione uscente, alla Spagna ed alla Corea del Sud. Il 17 giugno la Verde esordì contro la Germania nella prima partita del torneo e perse per 1-0, a causa di un gol di Jürgen Klinsmann viziato da una maldestra uscita dell'estremo difensore boliviano Carlos Trucco. Da segnalare anche l'esordio di Marco Etcheverry, soprannominato el Diablo, il miglior calciatore boliviano degli anni novanta, che si fece espellere dopo tre minuti dal suo ingresso in campo (era subentrato al 34º minuto della ripresa a Ramallo) per un calcio a Lothar Matthäus. Il 23 giugno la Bolivia guadagnò il suo primo ed unico punto ad un mondiale, frutto di uno 0-0 contro la Corea del Sud. Nonostante avesse raccolto fino a quel momento un solo punto, la Bolivia nutriva ancora qualche speranza di ottenere la qualificazione agli ottavi, a patto di battere la Spagna guidata da Javier Clemente, ma perse 3-1 con rete su rigore di Josep Guardiola nel primo tempo, raddoppio di José Luis Caminero al 65º minuto della ripresa e risposta di Sanchez un minuto più tardi, l'unica rete segnata dalla Bolivia ai mondiali, con ancora Caminero a chiudere i conti.
Nel 1995 la Bolivia giocò alcune gare in vista della Coppa America, unica competizione ufficiale programmata per quell'anno. Antonio López Habas, nuovo tecnico della nazionale, operò un limitato rinnovamento della rosa, mantenendo di fatto le basi della formazione che aveva partecipato al mondiale e alla Coppa America precedente. Inclusa nel girone C con Argentina, Cile e Stati Uniti, la selezione boliviana perse al debutto con gli argentini e vinse per 1-0 sugli Stati Uniti: grazie al pareggio per 2-2 contro il Cile, figlio di una buona prestazione, conseguì il passaggio del turno, ritrovato dopo molti anni e di fatto ottenuto per la prima volta dall'introduzione della formula a più gironi nella Coppa America. Ai quarti di finale la Bolivia fu sconfitta ed eliminata dall'Uruguay, futuro vincitore del titolo. Nel 1996 gran parte degli incontri disputati fu valida per le qualificazioni al mondiale di Francia 1998, primo torneo eliminatorio a girone unico e primo a svolgersi in due anni (1996 e 1997) anziché solo in quello antecedente al mondiale.
In mezzo alle partite di qualificazione fu programmata la Coppa America, la cui organizzazione fu assegnata alla Bolivia per la seconda volta nella storia. Per ospitare la manifestazione furono scelte cinque città, i cui stadi furono parzialmente rimodernati. Con tre vittorie in altrettante partite nella prima fase (contro Perù, Uruguay e Venezuela) la Bolivia si qualificò ai quarti come prima del girone, imbattuta e senza aver subìto reti. Ai quarti venne sconfitta la Colombia, con gol su calcio di punizione di Marco Etcheverry e rete di Erwin Sánchez; la semifinale fu vinta dai boliviani per 3-1 sui messicani, in una gara ricca di duri contrasti tra i giocatori (6 ammoniti e due espulsi). La finale vide contrapposte Bolivia e Brasile: nonostante il provvisorio pareggio per 1-1 raggiunto da E. Sánchez dopo il gol di Edmundo, la Bolivia perse per 3-1, con le altre due reti brasiliane segnate da Ronaldo e Zé Roberto.
Le qualificazioni al mondiale si chiusero il 16 novembre 1997: la Bolivia si classificò al penultimo posto (l'ottavo), con 17 punti. Per tutto il 1998 la selezione boliviana rimase inattiva; riprese a giocare il 24 gennaio 1999 con un'amichevole contro gli Stati Uniti. Nella Coppa America 1999 la Verde, guidata dal tecnico argentino Héctor Veira, uscì al primo turno, con 2 pareggi e una sconfitta: la compagine andina mostrò alcune difficoltà in fase realizzativa.

### Gli anni 2000

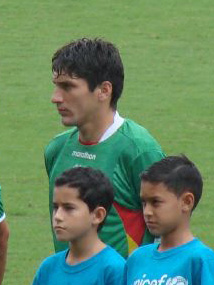
Ronald Raldes, una delle colonne della Bolivia dal 2001

Gli anni 2000 si aprirono con un risultato record per la nazionale boliviana, che in amichevole a La Paz il 5 marzo 2000 si impose per 9-2 contro Haiti, stabilendo così la propria vittoria più larga di tutti i tempi.
L'obiettivo principale del nuovo CT, l'ex nazionale Carlos Aragonés, era ben figurare nelle eliminatorie del campionato del mondo 2002, che si sarebbero svolte nell'arco di venti mesi, tra il 2000 e il 2001. I boliviani inanellarono tre partite senza vittorie (sconfitte esterne contro Argentina e Uruguay e pari in casa contro la Colombia) prima di recarsi in casa del Giappone per disputare la Coppa Kirin del 2000 contro la nazionale di casa e la Slovacchia. Il torneo amichevole si chiuse con due sconfitte dei boliviani, con il medesimo punteggio (2-0). Nelle eliminatorie i risultati dei boliviani furono molto deludenti: in trasferta furono persi tutti gli incontri e a La Paz furono centrate solo due vittorie, contro il Perù e il Cile. La goleada contro Haiti del marzo 2000 non fu che un fuoco di paglia: gli andini segnarono infatti soltanto 4 gol nelle successive 13 partite.
Prima della Coppa America 2001, in programma in Colombia, la squadra ritrovò la vena realizzativa, realizzando otto gol in due partite: al pareggio per 3-3 contro l'Argentina allo stadio Hernando Siles di La Paz fece seguito la vittoria per 5-0 contro il Venezuela. Nella quarantesima edizione Coppa America, caratterizzata da numerose rinunce, la Bolivia fu sorteggiata nel girone con Uruguay, Honduras e Costa Rica. Il rendimento della compagine di Aragonés fu pessimo: tre sconfitte in altrettante partite, senza segnare un gol. A peggiorare il quadro arrivò anche il settimo posto nel girone sudamericano di qualificazione a Corea del Sud-Giappone 2002, malgrado una vittoria di prestigio, ottenuta il 7 novembre 2001 a La Paz contro i futuri campioni del mondo del Brasile (3-1) sotto la guida di un nuovo CT, l'ex portiere della nazionale Carlos Trucco. Nel 2002 la Bolivia giocò cinque incontri, tutti amichevoli, tra cui la prima partita della sua storia in Africa, contro il Senegal, di lì a poco rivelazione del mondiale nippo-coreano.
Le eliminatorie del mondiale di Germania 2006 iniziarono nell'autunno del 2003. Dopo tre incontri preparatori (contro Messico, Portogallo e Panama) la Verde, diretta dall'ex CT del Cile Nelson Acosta, esordì nelle qualificazioni con quattro sconfitte nelle prime cinque partite, di cui due pesanti contro Uruguay e Argentina. Questi risultati disastrosi causarono l'esonero di Acosta, rimpiazzato dall'ex nazionale Ramiro Blacut.
Un mese prima della Coppa America 2004 gli andini batterono il Paraguay, per poi perdere a Quito contro l'Ecuador. Inseriti nel girone A della Coppa America con la Colombia, il Perù padrone di casa e il Venezuela, terminarono il torneo al primo turno per la terza volta consecutiva. Pareggiato il primo match contro il Perù (2-2, dopo essersi fatti recuperare due gol), la Bolivia perse, infatti, contro la Colombia (1-0) e pareggiò contro il Venezuela (1-1).
Le qualificazioni al mondiale di Germania 2006 proseguirono con un trend negativo: delle successive 11 partite la Bolivia non ne vinse che 2, contro Venezuela e Perù, terminando il girone eliminatorio sudamericano all'ultimo posto. Nel frattempo Blacut era stato sostituito da Ovidio Mezza, che non era riuscito ad ottenere risultati migliori.
Nel novembre 2006, per la sola partita della nazionale nel corso dell'anno, fu chiamato ad allenare la squadra l'ex nazionale Erwin Sánchez, che guidò i suoi ad un largo successo contro El Salvador. Pur disponendo di pochi incontri per preparare la squadra alla Coppa America 2007, Sánchez ottenne comunque buoni risultati, vincendo in amichevole contro il Sudafrica e pareggiando contro Irlanda e Paraguay. Il girone di Coppa America vide la Verde contrapposta al Venezuela padrone di casa, al Perù e all'Uruguay. Come tre anni prima, la Bolivia uscì al primo turno, con un bilancio di due pareggi (2-2 contro Venezuela e Perù) e una sconfitta (1-0 contro l'Uruguay).
Nell'ottobre 2007 iniziarono le qualificazioni al campionato del mondo 2010. Gli andini non raccolsero che un pari in 5 partite, subendo 4 sconfitte. La prima vittoria dopo mesi giunse solo nel giugno 2008, quando a La Paz il Paraguay, in quel momento capolista imbattuto del girone, fu sconfitto per 4-2. Una seconda vittoria verso la fine dell'anno contro il Perù non consentì ai boliviani di scalare posizioni in classifica. A metà del percorso la Verde non contava che 8 punti e si trovava all'ottavo posto, a 4 punti dalla posizione utile per l'accesso agli spareggi. La seconda metà della campagna di qualificazione fu mediocre: i boliviani misero a referto solo 2 vittorie e un pareggio in 9 incontri. Ciononostante i due successi furono ottenuti in partite prestigiose, contro Brasile e Argentina. Il 1º aprile 2009, grazie ad una tripletta del giovane Joaquín Botero, la Bolivia batté per 6-1 allo stadio Hernando Siles di La Paz la nazionale allenata da Diego Armando Maradona, infliggendole la sconfitta più larga dei precedenti sessant'anni. Il 12 ottobre, a La Paz, la Bolivia sconfisse per 2-1 il Brasile, già qualificato al mondiale di Sudafrica 2010, facendo perdere ai verdeoro l'imbattibilità che durava da 19 incontri.

### Gli anni 2010
Sánchez chiuse il proprio mandato come CT il 14 ottobre 2009, con una sconfitta per 1-0 a Lima contro il Perù. Nel 2010 gli subentrò ad interim Eduardo Villegas, che guidò i suoi in 3 partite senza vittorie. Fu poi Gustavo Quinteros ad assumere le redini della squadra.

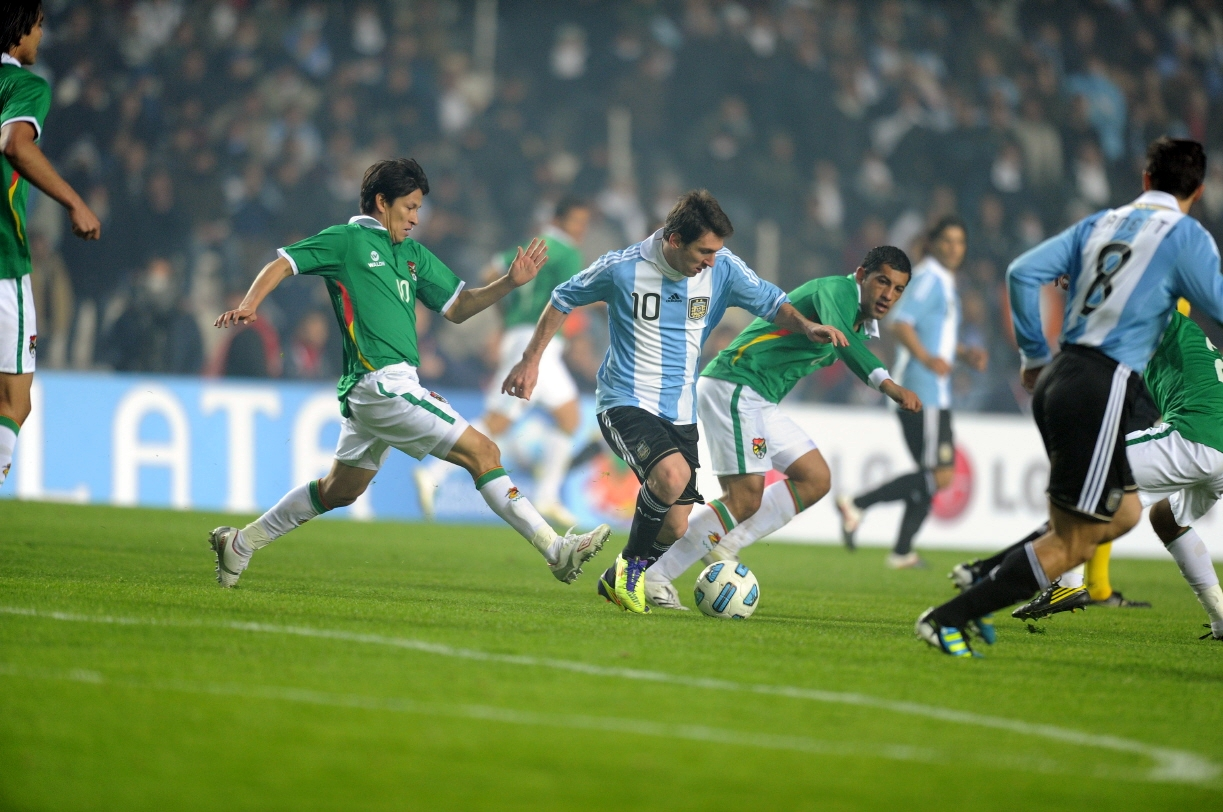
Un momento di -Bolivia 1-1, partita della fase a gironi della Coppa America 2011

Dal febbraio al luglio 2011 la Bolivia prese parte ad alcune amichevoli, senza ottenere alcuna vittoria. Nella Coppa America 2011, disputata a luglio, esordì pareggiando contro i padroni di casa dell'Argentina per 1-1 (gol boliviano di Edivaldo Hermoza). La seconda partita sembrava l'occasione per tornare a vincere una partita nella competizione continentale, ma la Verde perse per 0-2 contro la Costa Rica, squadra composta da giocatori Under-23. Pochi giorni dopo fu eliminata a causa della sconfitta per 0-2 contro la Colombia.
L'esordio nelle qualificazioni al campionato del mondo 2014 fu disastroso: la Bolivia perse quattro delle prime sei partite, riuscendo a vincere solo in casa contro il Paraguay. La serie negativa causò l'esonero di Gustavo Quintero e l'ingaggio dello spagnolo Xabier Azkargorta, al suo secondo mandato come CT della selezione sudamericana, già guidata a cavallo del 1993 e del 1994. Sconfitto all'esordio a Quito contro l'Ecuador, il tecnico ottenne una vittoria nelle eliminatoire, nell'ottobre 2012 contro l'Uruguay, ma non riuscì a qualificare i suoi per la Coppa del mondo. Nel 2013 la squadra boliviana raccolse un solo successo, contro Haiti, in dieci incontri, ma la federcalcio confermò la propria fiducia ad Azkargorta.
Nel primo semestre del 2014, priva di impegni ufficiali, la compagine boliviana disputò due amichevoli, il 30 maggio 2014 a Siviglia contro la Spagna, campione del mondo e d'Europa in carica, e il 6 giugno seguente contro la Grecia negli Stati Uniti. L'anno si chiuse con quattro sconfitte in quattro partite, bilancio che causò l'esonero di Azkargorta, che tornò ad allenare il Bolívar e fu rimpiazzato da Mauricio Soria, prima ad interim e poi, dal gennaio 2015, in via definitiva. Nel novembre 2014 la squadra vinse il primo match dopo oltre due anni, imponendosi in amichevole contro il Venezuela.
Nella Coppa America 2015, disputata a giugno in Cile, la Bolivia fu sorteggiata ancora una volta nel girone della nazionale ospitante, stavolta il Cile, in compagnia di Ecuador e Messico. Il 12 giugno pareggiò (0-0) contro il Messico, poi batté l'Ecuador (3-2), ottenendo la prima vittoria in Coppa America dopo 18 anni. Malgrado la nettissima sconfitta per 5-0 contro il Cile nel terzo incontro, grazie al secondo posto si qualificò ai quarti di finale, dove fu eliminata dal Perù, che con una tripletta di Paolo Guerrero chiuse l'incontro, prima del gol della bandiera di Marcelo Moreno per i boliviani.
Il 28 agosto 2015 il ruolo di CT passò dal dimissionario Mauricio Soria a Julio César Baldivieso. Dopo un difficile inizio delle eliminatorie del campionato del mondo 2018 (una vittoria e cinque sconfitte in sei partite) la Bolivia prese parte alla Coppa America Centenario del 2016, dove rimediò un'eliminazione al primo turno: fu sconfitta in tutte le partite, da Panama (2-1), Cile (2-1) e Argentina (3-0).
All'esonerato Baldivieso subentrò, con contratto biennale, l'argentino Ángel Guillermo Hoyos. Il CT guidò la nazionale boliviana in sei partite di qualificazione a Russia 2018, vincendone due, pareggiandone due e perdendone due. Nel novembre 2016 la FIFA annullò una vittoria contro il Perù (2-0) e un pareggio contro il Cile (0-0) perché la Bolivia aveva schierato senza autorizzazione il 33enne difensore Nelson Cabrera, già impiegato dall'Uruguay, e punì la nazionale con due sconfitte a tavolino.
Nel dicembre 2016 Hoyos lasciò l'incarico di CT
 e fu sostituito dal rientrante Mauricio Soria, che non riuscì a condurre i suoi alla qualificazione al mondiale. Nelle ultime due partite di qualificazione fu squalificato e contro Brasile e Uruguay, nell'ottobre 2017, fu sostituito da Alberto Illanes. Nell'aprile 2018 Soria fu esonerato a causa della clamorosa sconfitta contro Curaçao del marzo 2018 e di un episodio extracalcistico, l'aggressione a un suo domestico, reo di avergli bagnato i sedili dell'auto che stava lavando.
Il 2 agosto 2018 fu annunciato che il ruolo di CT della Bolivia sarebbe stato affidato al venezuelano César Farías con decorrenza dal gennaio seguente, ma questi non riuscì a svincolarsi dal contratto che lo legava al club boliviano del The Strongest. Nel gennaio 2019 fu dunque nominato CT Eduardo Villegas, che nella Coppa America 2019 non andò oltre la fase a gironi, a causa di tre sconfitte in tre partite, contro Brasile, Perù, e Venezuela. Il flop causò l'esonero di Villegas e l'ingaggio di Farías.

### Gli anni 2020
La tendenza negativa proseguì alla Coppa America 2021, dove la compagine boliviana fu eliminata al primo turno dopo aver subito quattro sconfitte in altrettante partite, essendosi piazzata al quinto e ultimo posto nel proprio raggruppamento, con 2 gol fatti e ben 10 subiti.

## Palmarès
- Coppa America: 1

Bolivia 1963

## Aspetti controversi

### Il problema dell'altitudine
La Bolivia è ben nota nel mondo calcistico per un problema particolare: gioca infatti le sue partite a La Paz che, con un'altitudine media di circa 3600 m s. l. m., è la capitale più alta del mondo. Questa situazione climatica e ambientale ha da sempre favorito la selezione verde nelle partite casalinghe: a certe altitudini, infatti, l'aria diventa molto più rarefatta e l'ossigenazione più difficile. Se i calciatori boliviani sono tutti o quasi abituati a giocare in queste condizioni atmosferiche, le nazionali ospitate trovano grosse difficoltà e non sono mancati i casi nei quali a fine partita i calciatori avversari hanno avuto la necessità di aiutarsi con bombole d'ossigeno. Anche i risultati sono a volte falsati e, non a caso, le formazioni non abituate, specialmente se la tenuta atletica non è al meglio, tendono a crollare a livello fisico nell'ultimo quarto d'ora della partita favorendo i boliviani che non poche volte hanno vinto proprio negli ultimi minuti. A questo c'è da aggiungere che il pallone, sempre per l'elevata altitudine, tende ad assumere traiettorie a volte imprevedibili e velocità più elevate della norma.
Nel 2007 la FIFA, preoccupata per la salute dei calciatori (incalzata in tal senso anche da varie proteste di molte federazioni calcistiche nazionali), emanò un divieto di giocare partite internazionali a più di 2.500 metri di altitudine; la reazione fu negativa non solo in Bolivia (il cui presidente, Evo Morales, inscenò per protesta una partita con altri membri del governo sulle Ande, a circa 6.000 metri d'altitudine, rivendicando l'alta quota come fattore identitario del calcio boliviano), ma anche da parte della federcalcio dell'Ecuador, a sua volta impattata dal provvedimento. Già un mese dopo il limite venne alzato a 3.000 metri, con una deroga ad hoc proprio per lo stadio di La Paz, originariamente con scadenza nel 2012, ma poi divenuta de facto definitiva dopo che, nel maggio 2008, la FIFA ha del tutto rinunciato al provvedimento.

## Rosa attuale
Lista dei giocatori convocati per le gare di qualificazione al campionato mondiale di calcio 2026 del 14 e 19 novembre 2024.
Presenze e reti aggiornate al termine della seconda gara.
|  | P | Guillermo Viscarra     | 7 febbraio 1993  | 29 | -61 | The Strongest         |  |  |
|  | P | Rodrigo Banegas        | 8 novembre 1995  | 0  | 0   | GV San José           |  |  |
|  | P | Alejandro Torres       | 19 marzo 1998    | 0  | 0   | Oriente Petrolero     |  |  |
|  |   |                        |                  |    |     |                       |  |  |
|  | D | Luis Haquín            | 15 novembre 1999 | 42 | 1   | Ponte Preta           |  |  |
|  | D | Roberto Fernández Toro | 12 luglio 1999   | 41 | 1   | Bolívar               |  |  |
|  | D | Diego Medina           | 13 gennaio 2002  | 20 | 0   | Always Ready          |  |  |
|  | D | Marcelo Suárez         | 29 agosto 2001   | 15 | 0   | Always Ready          |  |  |
|  | D | Yomar Rocha            | 21 giugno 2003   | 7  | 0   | Bolívar               |  |  |
|  | D | Luis Fernando Paz      | 9 giugno 2004    | 4  | 0   | Bolívar               |  |  |
|  | D | Efrain Morales         | 4 marzo 2004     | 2  | 0   | Atlanta United        |  |  |
|  | D | Sebastián Álvarez      | 29 agosto 2001   | 1  | 0   | Oriente Petrolero     |  |  |
|  | D | Marcelo Torrez         | 8 luglio 2006    | 0  | 0   | Santos                |  |  |
|  | D | René Barboza           | 2 aprile 1993    | 0  | 0   | Aurora                |  |  |
|  |   |                        |                  |    |     |                       |  |  |
|  | C | Ramiro Vaca            | 1º luglio 1999   | 41 | 5   | Bolívar               |  |  |
|  | C | Gabriel Villamil       | 28 giugno 2001   | 25 | 0   | LDU Quito             |  |  |
|  | C | Miguel Terceros        | 25 aprile 2004   | 20 | 5   | Bayer Leverkusen      |  |  |
|  | C | Héctor Cuéllar         | 16 agosto 2000   | 14 | 0   | Always Ready          |  |  |
|  | C | Robson Tomé            | 18 maggio 2002   | 7  | 0   | Always Ready          |  |  |
|  | C | Adalid Terrazas        | 25 agosto 2000   | 5  | 0   | USM Alger             |  |  |
|  | C | Ervin Vaca             | 18 marzo 2004    | 3  | 1   | Bolívar               |  |  |
|  | C | Óscar López            | 13 agosto 2006   | 1  | 0   | Maiorca               |  |  |
|  | C | Carlos Sejas           | 10 gennaio 2004  | 1  | 0   | Aurora                |  |  |
|  | C | Gustavo Mendoza        | 11 maggio 2004   | 0  | 0   | San Antonio Bulo Bulo |  |  |
|  |   |                        |                  |    |     |                       |  |  |
|  | A | Carmelo Algarañaz      | 27 gennaio 1996  | 31 | 4   | Kalamata              |  |  |
|  | A | Lucas Chávez           | 17 aprile 2003   | 9  | 0   | Al-Taawoun            |  |  |
|  | A | César Menacho          | 9 agosto 1999    | 6  | 0   | Blooming              |  |  |
|  | A | Enzo Monteiro          | 27 maggio 2004   | 5  | 1   | Santos                |  |  |
|  | A | Gabriel Sotomayor      | 2 luglio 1999    | 1  | 0   | The Strongest         |  |  |

## Record individuali
Dati aggiornati al 15 novembre 2023.
In grassetto i calciatori ancora in attività con la nazionale.
| Pos. | Giocatore              | Presenze | Reti | Periodo   |
| ---- | ---------------------- | -------- | ---- | --------- |
| 1    | Marcelo Moreno         | 108      | 31   | 2007-2023 |
| 2    | Ronald Raldes          | 102      | 3    | 2001-2018 |
| 3    | Luis Héctor Cristaldo  | 93       | 4    | 1989-2005 |
| 3    | Marco Antonio Sandy    | 93       | 6    | 1993-2003 |
| 5    | José Milton Melgar     | 89       | 6    | 1980-1997 |
| 6    | Carlos Fernando Borja  | 88       | 1    | 1979-1995 |
| 6    | Juan Carlos Arce       | 88       | 14   | 2004-2022 |
| 8    | Julio César Baldivieso | 84       | 15   | 1991-2005 |
| 8    | Juan Manuel Peña       | 84       | 1    | 1991-2009 |
| 10   | Miguel Ángel Rimba     | 80       | 0    | 1989-2000 |

| Pos. | Giocatore              | Reti | Pres. | Periodo   |
| ---- | ---------------------- | ---- | ----- | --------- |
| 1    | Marcelo Moreno         | 31   | 108   | 2007-2023 |
| 2    | Joaquín Botero         | 20   | 48    | 1999-2009 |
| 3    | Víctor Agustín Ugarte  | 16   | 45    | 1947-1963 |
| 4    | Julio César Baldivieso | 15   | 85    | 1991-2005 |
| 4    | Carlos Aragonés        | 15   | 31    | 1977-1981 |
| 4    | Erwin Sánchez          | 15   | 57    | 1989-2005 |
| 7    | Juan Carlos Arce       | 14   | 88    | 2004-2022 |
| 8    | Máximo Alcócer         | 13   | 22    | 1953-1963 |
| 8    | Marco Etcheverry       | 13   | 71    | 1989-2003 |
| 10   | Miguel Aguilar         | 10   | 34    | 1977-1983 |

## Colori

### Stemma
Lo stemma è composto da uno scudo che riprende i colori nazionali, sormontato da un condor con le ali spiegato posato su un pallone da calcio, sul quale campeggia la sigla FBF.

### Prima divisa
Evoluzione della prima divisa della nazionale boliviana dal 1926:
| 1926-1953 | 1946 | 1957-oggi |

## Partecipazioni ai tornei internazionali
Legenda: Grassetto: Risultato migliore, Corsivo: Mancate partecipazioni

### Giochi bolivariani
I Tiahuanacos si sono classificati al secondo posto ai Giochi bolivariani colombiani del 1938, gli unici disputati dalle selezioni maggiori delle nazioni partecipanti.

## Statistiche dettagliate sui tornei internazionali

### Mondiali

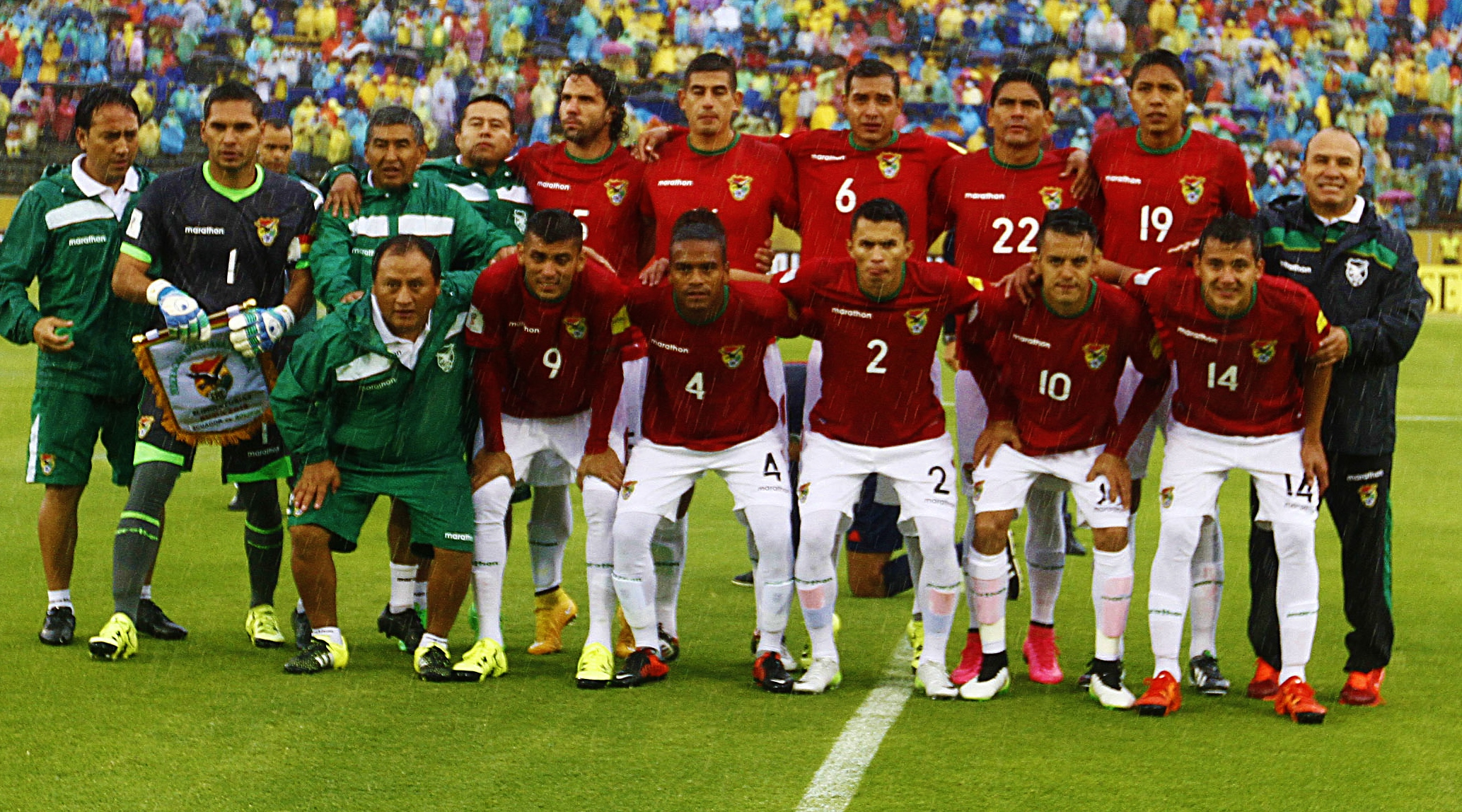
La Verde prima di un match valido per le Qualificazioni al Mondiale 2018

| Anno | Luogo                    | Piazzamento      | V | N | P | Gol |
| ---- | ------------------------ | ---------------- | - | - | - | --- |
| 1930 | Uruguay                  | Primo turno      | 0 | 0 | 2 | 0:8 |
| 1934 | Italia                   | Non partecipante | - | - | - | -   |
| 1938 | Francia                  | Non partecipante | - | - | - | -   |
| 1950 | Brasile                  | Primo turno      | 0 | 0 | 1 | 0:8 |
| 1954 | Svizzera                 | Non partecipante | - | - | - | -   |
| 1958 | Svezia                   | Non qualificata  | - | - | - | -   |
| 1962 | Cile                     | Non qualificata  | - | - | - | -   |
| 1966 | Inghilterra              | Non qualificata  | - | - | - | -   |
| 1970 | Messico                  | Non qualificata  | - | - | - | -   |
| 1974 | Germania                 | Non qualificata  | - | - | - | -   |
| 1978 | Argentina                | Non qualificata  | - | - | - | -   |
| 1982 | Spagna                   | Non qualificata  | - | - | - | -   |
| 1986 | Messico                  | Non qualificata  | - | - | - | -   |
| 1990 | Italia                   | Non qualificata  | - | - | - | -   |
| 1994 | Stati Uniti              | Primo turno      | 0 | 1 | 2 | 1:4 |
| 1998 | Francia                  | Non qualificata  | - | - | - | -   |
| 2002 | Giappone / Corea del Sud | Non qualificata  | - | - | - | -   |
| 2006 | Germania                 | Non qualificata  | - | - | - | -   |
| 2010 | Sudafrica                | Non qualificata  | - | - | - | -   |
| 2014 | Brasile                  | Non qualificata  | - | - | - | -   |
| 2018 | Russia                   | Non qualificata  | - | - | - | -   |
| 2022 | Qatar                    | Non qualificata  | - | - | - | -   |

### Copa América
| Anno    | Luogo       | Piazzamento      | V | N | P | Gol   |
| ------- | ----------- | ---------------- | - | - | - | ----- |
| 1926    | Cile        | Quinto posto     | 0 | 0 | 4 | 2:24  |
| 1927    | Perù        | Quarto posto     | 0 | 0 | 3 | 3:19  |
| 1929    | Argentina   | Rinuncia         | - | - | - | -     |
| 1935    | Perù        | Rinuncia         | - | - | - | -     |
| 1937    | Argentina   | Rinuncia         | - | - | - | -     |
| 1939    | Perù        | Rinuncia         | - | - | - | -     |
| 1941    | Cile        | Rinuncia         | - | - | - | -     |
| 1942    | Uruguay     | Rinuncia         | - | - | - | -     |
| 1945    | Cile        | Sesto posto      | 0 | 2 | 4 | 3:16  |
| 1946    | Argentina   | Sesto posto      | 0 | 0 | 5 | 4:23  |
| 1947    | Ecuador     | Settimo posto    | 0 | 2 | 5 | 6:21  |
| 1949    | Brasile     | Quarto posto     | 4 | 0 | 3 | 13:24 |
| 1953    | Perù        | Sesto posto      | 1 | 1 | 4 | 6:15  |
| 1955    | Cile        | Rinuncia         | - | - | - | -     |
| 1956    | Uruguay     | Rinuncia         | - | - | - | -     |
| 1957    | Perù        | Rinuncia         | - | - | - | -     |
| 1959 I  | Argentina   | Settimo posto    | 0 | 1 | 5 | 4:23  |
| 1959 II | Ecuador     | Rinuncia         | - | - | - | -     |
| 1963    | Bolivia     | Campione         | 5 | 1 | 0 | 19:13 |
| 1967    | Uruguay     | Sesto posto      | 0 | 1 | 4 | 0:9   |
| 1975    | Itinerante  | Primo turno      | 1 | 0 | 3 | 3:9   |
| 1979    | Itinerante  | Primo turno      | 2 | 0 | 2 | 4:7   |
| 1983    | Itinerante  | Primo turno      | 0 | 2 | 2 | 4:6   |
| 1987    | Argentina   | Primo turno      | 0 | 1 | 1 | 0:2   |
| 1989    | Brasile     | Primo turno      | 0 | 2 | 2 | 0:8   |
| 1991    | Cile        | Primo turno      | 0 | 2 | 2 | 2:7   |
| 1993    | Ecuador     | Primo turno      | 0 | 2 | 1 | 1:2   |
| 1995    | Uruguay     | Quarti di finale | 1 | 1 | 2 | 5:6   |
| 1997    | Bolivia     | Secondo posto    | 5 | 0 | 1 | 10:5  |
| 1999    | Paraguay    | Primo turno      | 0 | 2 | 1 | 1:2   |
| 2001    | Colombia    | Primo turno      | 0 | 0 | 3 | 0:7   |
| 2004    | Perù        | Primo turno      | 0 | 2 | 1 | 3:4   |
| 2007    | Venezuela   | Primo turno      | 0 | 2 | 1 | 4:5   |
| 2011    | Argentina   | Primo turno      | 0 | 1 | 2 | 1:5   |
| 2015    | Cile        | Quarti di finale | 1 | 1 | 2 | 4:10  |
| 2016    | Stati Uniti | Primo turno      | 0 | 0 | 3 | 2:7   |
| 2019    | Brasile     | Primo turno      | 0 | 0 | 3 | 2:9   |
| 2021    | Brasile     | Primo turno      | 0 | 0 | 4 | 2:10  |
| 2024    | Stati Uniti | Primo turno      | 0 | 0 | 3 | 1:10  |

### Giochi olimpici
| Anno | Luogo     | Piazzamento      | V | N | P | Gol |
| ---- | --------- | ---------------- | - | - | - | --- |
| 1928 | Amsterdam | Non partecipante | - | - | - | -   |
| 1936 | Berlino   | Non partecipante | - | - | - | -   |
| 1948 | Londra    | Non partecipante | - | - | - | -   |

- Nota bene: per le informazioni sui risultati ai Giochi olimpici nelle edizioni successive al 1948 visionare la pagina della nazionale olimpica.

### Confederations Cup
| Anno | Luogo                    | Piazzamento     | V | N | P | Gol |
| ---- | ------------------------ | --------------- | - | - | - | --- |
| 1992 | Arabia Saudita           | Non invitata    | - | - | - | -   |
| 1995 | Arabia Saudita           | Non invitata    | - | - | - | -   |
| 1997 | Arabia Saudita           | Non qualificata | - | - | - | -   |
| 1999 | Messico                  | Primo turno     | 0 | 2 | 1 | 2:3 |
| 2001 | Corea del Sud / Giappone | Non qualificata | - | - | - | -   |
| 2003 | Francia                  | Non qualificata | - | - | - | -   |
| 2005 | Germania                 | Non qualificata | - | - | - | -   |
| 2009 | Sudafrica                | Non qualificata | - | - | - | -   |
| 2013 | Brasile                  | Non qualificata | - | - | - | -   |
| 2017 | Russia                   | Non qualificata | - | - | - | -   |

### Giochi bolivariani
| Anno | Luogo  | Piazzamento   | V | N | P | Gol |
| ---- | ------ | ------------- | - | - | - | --- |
| 1938 | Bogotà | Secondo posto | 3 | 1 | 1 | 8:7 |

## Tutte le rose

### Mondiali
Coppa del Mondo FIFA 1930P Bermúdez, P Murillo, D Chavarría, D Durandal, D Reyes Peñaranda, C Argote, C Brito, C Lara, C Noya, C Sáinz, C Valderrama, A Alborta, A Bustamante, A Fernández, A Gómez, A Méndez, A Reyes Ortiz, CT: Saucedo
Coppa del Mondo FIFA 1950P Arraya, P E. Gutiérrez, D Achá, D Bustamante, D Greco, C Aparicio, C Aráoz, C Arricio, C Cabrera, C Ferrel, C Saavedra, C Sandoval, C Valencia, A Algarañaz, A Brown, A Capparelli, A Godoy, A Guerra, A B. Gutiérrez, A Maldonado, A Mena, A Ugarte, CT: Pretto
Coppa del Mondo FIFA 19941 Trucco, 2 J. Peña, 3 Sandy, 4 Rimba, 5 Quinteros, 6 Borja, 7 Pinedo, 8 Melgar, 9 A. Peña, 10 Etcheverry, 11 Moreno, 12 Rojas, 13 Soruco, 14 Ramos, 15 Soria, 16 Cristaldo, 17 O.C. Sánchez, 18 Ramallo, 19 Torrico, 20 Castillo, 21 E. Sánchez, 22 Baldivieso, CT: Azkargorta

### Campeonato Sudamericano de Football/Copa América
Campeonato Sudamericano 1926P Bermúdez, P Araníbar, D Chavarría, D Lara, D Urriolagoitía, C Angulo, C Sáinz, C J. Soto, C Valderrama, A Aguilar, A Alborta, A Bustamante, A Méndez, A C. Soto, CT: de la Cerda
Campeonato Sudamericano 1927P Bermúdez, D Chavarría, D Lara, C Pinilla, C Rengel, C Sáinz, C J. Soto, C Valderrama, A Alborta, A Bustamante, A Malpartida, A Méndez, A C. Soto, A Toro, CT: Valderrama
Campeonato Sudamericano 1945P Arraya, P C. Prieto, D Achá, D N. Prieto, D Rojas, C Calderón, C Fernández, C Gorostiaga, C Gutiérrez, C Inchausti, C Saavedra, A González, A Medrano, A Orgaz, A Orozco, A Ortega, A Peredo, A Romero, A Tapia, CT: Borelli
Campeonato Sudamericano 1946P Arraya, P Navarro, D Achá, D Bustamante, D N. Prieto, C Calderón, C Delgadillo, C Fernández, C Ferrel, C Inchausti, C Vargas, A Garzón, A González, A Maida, A Orgaz, A Ortega, A Peñaloza, A Peredo, A Rosenberg, A Tapia, A Vega, ? Cuéllar, CT: Lara
Campeonato Sudamericano 1947P Arraya, P E. Gutiérrez, D Achá, D Bustamante, C Calderón, C Aráoz, C Ferrel, C Vargas, A González, A B. Gutiérrez, A Guerra, A Maida, A Maldonado, A Orgaz, A Tapia, A Tardío, A Ugarte, A Vega, CT: Lara
Campeonato Sudamericano 1949P Arraya, P E. Gutiérrez, D Achá, D Bustamante, D Delgadillo, C Arias, C Cabrera, C Ferrel, C Montaño, C Valencia, A Algarañaz, A Godoy, A B. Gutiérrez, A Maldonado, A Mena, A Rojas, A Tapia, A Ugarte, CT: Deheza
Campeonato Sudamericano 1953P E. Gutiérrez, P Reinoso, D Bustamante, D González, C Cabrera, C Miranda, C Santos, C Valencia, C Vargas, A Alcón, A Brown, A Díaz, A B. Gutiérrez, A López, A Mena, A Ramírez, A Sánchez, A Ugarte, ? Palazuelos, CT: Vicino
Campeonato Sudamericano 1963P Álvarez, P A. López, D Cainzo, D Palenque, D Torres, D Villarroel, C Camacho, C Cárdenas, C Espinoza, C Je. Herbas, C Ramírez, C Vargas, C Zabalaga, A Aguirre, A Alcócer, A Aramayo, A Blacut, A Castillo, A García, A Ja. Herbas, A R. López, A Quinteros, A Ugarte, CT: Danilo
Campeonato Sudamericano 1967P Cobo, P Issa, D Maldonado, D Palenque, D Troncoso, C Ja. Herbas, C Je. Herbas, C Quiroga, C Zabalaga, A Agreda, A Blacut, A Camacho, A Cortez, A Flores, A García, A López, A Quinteros, A Sánchez, A Urdidínea, A Vargas, CT: Trigo
Copa América 1975P C. Jiménez, D del Llano, D Iriondo, D Lima, D Rojas, C Angulo, C Liendo, C Linares, C Rimazza, C Vargas, A Díaz, A Farías, A Fernández, A P. Jiménez, A Messa, A Morales, A Pariente, A Sánchez, CT: Valda
Copa América 1979P Hoyos, P Jiménez, D Delfín, D del Llano, D Espinosa, D Fierro, D Vaca, D Vargas, C Angulo, C Aragonés, C Baldivieso, C Borja, C González, C Paniagua, C Romero, A Aguilar, A Messa, A Reynaldo, CT: Blacut
Copa América 1983P Terrazas, D Arias, D Coimbra, D Pérez, D Urizar, D Vaca, D Vargas, C Borja, C J. Camacho, C Castillo, C Melgar, C Paniagua, C Romero, C Villarroel, A Aguilar, A Messa, A Rojas, A Salinas, CT: W. Camacho
Copa América 19871 Galarza, 2 Roca, 3 Noro, 4 Vera, 5 Coimbra, 6 Villegas, 7 (Saldías), 8 Melgar, 9 Justiniano, 10 Borja, 11 Ávila, 12 Barrero, 13 (Ramos), 14 Paniagua, 15 Á. Peña, 16 Ramírez, 17 Antelo, 18 Arias, 19 Taborga, 20 Rojas, CT: Veiga
Copa América 19891 Galarza, 2 Arias, 3 Borja, 4 Etcheverry, 5 Ferrufino, 6 Fontana, 7 García, 8 Martínez, 9 Melgar, 10 Paniagua, 11 Á. Peña, 12 Barrero, 13 Rimba, 14 Roca, 15 Saldías, 16 Salinas, 17 Sánchez, 18 Takeo, 19 Villegas, 20 Castillo, CT: Habegger
Copa América 19911 Barrero, 2 Rimba, 3 Jiguchi, 4 Saldías, 5 Ferrufino, 6 Rivero, 7 Borja, 8 Melgar, 9 Suárez, 10 Etcheverry, 11 Moreno, 12 Soria, 13 J. Peña, 14 Medrano, 15 Soruco, 16 Sánchez, 17 Chávez, 18 Molina, 19 Á. Peña, 20 R. Castillo, 21 Baldivieso, 22 Aragón, CT: Blacut
Copa América 19931 Rojas, 2 J. Peña, 3 Sandy, 4 Rimba, 5 Quinteros, 6 Borja, 7 Villarroel, 8 Melgar, 9 Á. Peña, 10 Etcheverry, 11 Moreno, 12 Torrico, 13 Soruco, 14 Ríos, 15 Pérez, 16 Cristaldo, 17 Ramallo, 18 Noro, 19 I. Castillo, 20 R. Castillo, 21 Sánchez, 22 Baldivieso, CT: Azkargorta
Copa América 19951 Trucco, 2 I. Castillo, 3 Sandy, 4 Rimba, 5 J. Peña, 6 Cristaldo, 7 Angola, 8 Melgar, 9 Á. Peña, 10 Etcheverry, 11 Mercado, 12 Torrico, 13 Sánchez, 14 Ramos, 15 Quinteros, 16 Ruiz, 17 Suárez, 18 Borja, 19 Arteaga, 20 Baldivieso, 21 Medeiros, 22 Soria, CT: López
Copa América 19971 Trucco, 2 Peña, 3 Sandy, 4 Rimba, 5 Ó. Sánchez, 6 V. Soria, 7 S. Castillo, 8 Melgar, 9 Moreno, 10 Etcheverry, 11 Gutiérrez, 12 M. Soria, 13 Jiguchi, 14 Tufiño, 15 Blanco, 16 Cristaldo, 17 Méndez, 18 Coimbra, 19 I. Castillo, 20 R. Castillo, 21 E. Sánchez, 22 Baldivieso, CT: López
Copa América 19991 Fernández, 2 J. Peña, 3 Sandy, 4 Rimba, 5 Ó. Sánchez, 6 Ochoaizpur, 7 Gutiérrez, 8 Tufiño, 9 Moreno, 10 Etcheverry, 11 Coimbra, 12 Galarza, 13 Liendo, 14 Lozano, 15 Cristaldo, 16 Soria, 17 Justiniano, 18 Quinteros, 19 I. Castillo, 20 Ribera, 21 E. Sánchez, 22 Antelo, CT: Veira
Copa América 20011 Arias, 2 Loayza, 3 Sandy, 4 Colque, 5 Carballo, 6 Justiniano, 7 Ribeiro, 8 Calustro, 9 Botero, 10 Baldivieso, 11 Paz, 12 Barrientos, 13 Escalante, 14 García, 15 Álvarez, 16 Raldes, 17 Jiguchi, 18 Gutiérrez, 19 Coimbra, 20 Galindo, 21 Rojas, 22 Suárez, CT: Aragonés
Copa América 20041 J.C. Fernández, 2 Hoyos, 3 Jáuregui, 4 Álvarez, 5 Arana, 6 Rojas, 7 Cristaldo, 8 Tufiño, 9 Mercado, 10 Gutiérrez, 11 Suárez, 12 Flores, 13 Galarza, 14 Soliz, 15 Pizarro, 16 Raldes, 17 Arce, 18 Vaca Diez, 19 Galindo, 20 Botero, 21 L. Fernández, 22 Sánchez, CT: Blacut
Copa América 20071 H. Suárez, 2 J. Peña, 3 Méndez, 4 L. Álvarez, 5 Reyes, 6 García, 7 Sossa, 8 Mojica, 9 Moreno, 10 Vaca, 11 Cabrera, 12 Galarza, 13 Rodríguez, 14 Hoyos, 15 Ortiz, 16 Raldes, 17 Arce, 18 Galindo, 19 Andaveris, 20 Lima, 21 J. Campos, 22 D. Peña, CT: E. Sánchez
Copa América 20111 Arias, 2 Hoyos, 3 Gutiérrez, 4 Álvarez, 5 Rivero, 6 Flores, 7 Edivaldo, 8 García, 9 Moreno, 10 J. Vaca, 11 Peña, 12 D. Vaca, 13 Amador, 14 Vargas, 15 Robles, 16 Raldes, 17 Arce, 18 Pedriel, 19 Chávez, 20 Saucedo, 21 Campos, 22 Cardozo, 23 Galarza, CT: Quinteros
Copa América 20151 Quiñónez, 2 Rodríguez, 3 Chumacero, 4 Morales, 5 Eguino, 6 D. Bejarano, 7 Peña, 8 Smedberg-Dalence, 9 Moreno, 10 Escobar, 11 Lizio, 12 Peñarrieta, 13 Miranda, 14 Hurtado, 15 Gamarra, 16 Raldes, 17 M. Bejarano, 18 Pedriel, 19 Veizaga, 20 Campos, 21 Coimbra, 22 Zenteno, 23 Suárez, CT: Soria
Copa América Centenario1 Lampe, 2 Saavedra, 3 Gutiérrez, 4 D. Bejarano, 5 Cabrera, 6 Veizaga, 7 Arce, 8 Smedberg-Dalence, 9 Duk, 10 Campos, 11 Álvarez, 12 Quiñónez, 13 Meleán, 14 Castro, 15 Azogue, 16 Machado, 17 M. Bejarano, 18 Ramallo, 19 Algarañaz, 20 Saucedo, 21 Eguino, 22 Zenteno, 23 Viscarra, CT: Baldivieso
Copa América 20191 Lampe, 2 Torres, 3 Chumacero, 4 Haquín, 5 Cuéllar, 6 Saavedra, 7 Justiniano, 8 D. Bejarano, 9 Moreno, 10 Galindo, 11 L. Vaca, 12 Cordano, 13 Carrasco, 14 Castro, 15 Arano, 16 Wayar, 17 M. Bejarano, 18 Álvarez, 19 R. Vaca, 20 Saucedo, 21 Fernández, 22 Jusino, 23 Rojas, CT: Villegas
Copa América 20211 Lampe, 2 Quinteros, 3 Sagredo, 4 Haquín, 5 Jusino, 6 Justiniano, 7 Arce, 8 Di. Bejarano, 9 Moreno, 10 H. Vaca, 11 Ramallo, 12 Cordano, 13 Wayar, 14 Villarroel, 15 Céspedes, 16 Saavedra, 17 Fernández, 18 Álvarez, 19 Flores, 20 R. Vaca, 21 Sánchez, 22 Da. Bejarano, 23 Rojas, 24 Cuéllar, 25 Chura, 26 Barboza, 27 Ribera, CT: Farías
Copa América 20241 Lampe, 2 Sagredo, 3 Medina, 4 Haquín, 5 Jusino, 6 Justiniano, 7 Terceros, 8 J. Cuéllar, 9 Menacho, 10 Vaca, 11 Algarañaz, 12 Almada, 13 Chávez, 14 Matheus, 15 Villamíl, 16 Céspedes, 17 Fernández, 18 Ramallo, 19 Miranda, 20 Saucedo, 21 Sagredo, 22 H. Cuéllar, 23 Viscarra, 24 Suárez, 25 Rocha, 26 Terrazas, CT: Zago

### Confederations Cup
FIFA Confederations Cup 19991 Fernández, 2 J. Peña, 3 Arana, 4 Álvarez, 5 Ó. Sánchez, 6 Cristaldo, 7 Gutiérrez, 8 Tufiño, 9 Moreno, 10 Etcheverry, 11 Galindo, 12 Galarza, 13 Botero, 14 E. Sánchez, 15 Menacho, 16 Soria, 17 Justiniano, 18 Quinteros, 19 I. Castillo, 20 Ribera, CT: Veira